# Peltodytes tamaulipensis
Peltodytes tamaulipensis is een keversoort uit de familie watertreders (Haliplidae). De wetenschappelijke naam van de soort is voor het eerst geldig gepubliceerd in 1964 door Young.